# 新大樂毛車站
新大樂毛車站（日语：／ Shin-otanoshike eki */?）是位於北海道釧路市大樂毛1丁目的北海道旅客鐵道（JR北海道）根室本線的鐵路車站。車站編號為K51。
車站名稱是由於與大樂毛車站位於相同地區，而加上「新」字作識別。「大樂毛」來自阿伊努語的「ota-noski」（砂灘的中央）。

## 歷史
- 1988年（昭和62年）4月1日 - 以JR北海道車站開始營業，並開始乘客處理。

## 車站構造
- 新大樂毛車站為1面1線、側式月台的地面車站。
- 為無人車站。
- 設置列車接近燈及蜂鳴器。

## 車站周邊
附近主要是工廠地區，不過由於住宅及郊區大型小賣店的數目開始增加而開始繁榮。
- 國道38號
- 釧路駕駛考試試場
- 北海道立釧路高等技術專門學院
- 荒川化學工業釧路工廠
- 北海道警察學校釧路分校
- 王子製紙釧路工廠（新聞用紙張）
- 王子製紙釧路工廠（紙板原紙）
- 王子貨櫃釧路工廠（紙板表）
- 釧路市立大樂毛中學
- 星浦汽車學校
- 釧路巴士、阿寒巴士「大樂毛2丁目」車站

## 相鄰車站
北海道旅客鐵道（JR北海道）
■根室本線
大樂毛（K50）－新大樂毛（K51）－新富士（K52）

## 外部連結
- （日語）JR北海道 – 新大樂毛車站 （页面存档备份，存于）
- （日語）新大樂毛車站 （页面存档备份，存于）
- （日語）全驛參觀之旅 （页面存档备份，存于）

1. ↑  北海道庁.  (PDF). 北海道庁.   [2017-08-16]. （原始内容存档 (PDF)于2018-04-17）.